# Howth
Howth (irsk: Binn Éadair) er en by med ca. 8.700 indbyggere, beliggende på halvøen Howth Head ca. 15 km. nordøst for Dublin i Irland. 
Howth hører til County Fingal, og byen der ligger lige ud til Dublin Bay, var oprindelig et lille fiskerleje, men i dag er Howth en af Dublins travle forstæder. 
Howth er en af de nordlige endestationer på nærbanen DART.
Navnet Howth menes at være af nordisk oprindelse, måske afledt af hoved. Nordmændene koloniserede Irlands østlige kyster og byggede Dublin som strategisk base mellem Skandinavien og Middelhavet. Norge invaderede landet i 819 og nogle af de ældste familier på halvøen bærer efternavne som Hartford, Thunder, Rickard og Waldron og er således efterkommere af de tidlige indvandrere. Efter Kong Brian Borus sejr over nordmændene i 1014, flygtede mange af dem til Howth og blev senere slået ved Fingal i midten af 1100-tallet. 
Umiddelbart vest for Howth ligger National Transport Museum Irland i et tidligere depot ved Howth Castle.
53°23′06″N 6°03′33″V / 53.3851°N 6.0591°V